# Hosain Sabag
Hosain Sabag Castillo (Cabrero, 5 de mayo de 1937) es un contador y político chileno de origen árabe, militante del Partido Demócrata Cristiano (PDC). Se ha desempeñado como diputado (1973, 1990-1998) y senador (1998-2014) de su país.

## Biografía
Realizó sus estudios primarios y secundarios en la Escuela número 9 de Cabrero y el Colegio "San Buenaventura" de Chillán. Sus estudios superiores los hizo en el Instituto Superior de Comercio de Chillán. Inició su carrera profesional de contador en el Banco del Estado de Chile. Patriarca de una de las familias políticas más influyentes en la octava región, sus descendientes han ostentado cargos políticos, tales como, concejales, alcaldes, diputados y senadores. Su presencia en la política chilena data de los años 70. También ha realizado actividades empresariales, en el rubro agrícola, forestal, inmobiliario y de la construcción.
Está casado con Fresia Villalobos Rojas y tiene tres hijos: Patricio Hosain, que es ingeniero comercial, máster en Economía, MBA en Universidad del Desarrollo, actual controlador de las empresas del grupo familiar; Gloria, asistente social y abogada; y Jorge Sabag, ingeniero civil y abogado, quien el año 2005 fue elegido diputado por el distrito 42.  

## Trayectoria política
El año 1962 ingresó al PDC y el año siguiente es elegido regidor y alcalde de Cabrero por tres períodos consecutivos. en 1963, 1967 y 1971, renunciando a su puesto edilicio en su tercer periodo, después de 1 año y medio, siendo sustituido por un regidor desconocido para postularse a diputado en las elecciones parlamentarias de 1973, siendo electo para el período 1973-1977, cargo que ejerce hasta el golpe de Estado del 11 de septiembre de 1973.
Fue elegido presidente provincial de su partido por la Provincia de Concepción durante los años 1971-1972. 
En el año 1988 es elegido vicepresidente regional para la campaña del "No" en el plebiscito nacional.

### Diputado (1990-1998)
Con el regreso de la democracia, compite en la elección a diputados de 1989 por el distrito 42, corriendo como independiente siendo electo con la primera mayoría. En las elecciones parlamentarias de 1993 es reelegido para el período siguiente, esta vez como militante del PDC, alcanzando un 56% y consiguiendo el doblaje para la Concertación junto al PPD Felipe Letelier en dicho distrito.
Como diputado fue miembro de las siguientes comisiones: de Obras Públicas, Transportes y Telecomunicaciones durante 7 años; de la Comisión Especial del "Plan para las provincias de Arica y Parinacota"; de la Comisión de Hacienda de la Cámara de Diputados durante 8 años; presidente de la Comisión de Obras Públicas, Transportes y Telecomunicaciones; Presidente de Subcomisión Mixta de Presupuesto de la Nación durante dos años; miembro de la Comisión Chileno-Australiana; presidente del Grupo de Amistad Parlamentaria Chileno - Libanesa.

### Senador (1998-2014)
Ante las altas votaciones alcanzadas en el distrito 42, en el año 1997 se presenta como candidato a senador por la circunscripción 12, en la cual resulta elegido sorprendentemente con la primera mayoría (31,27%) y el doblaje para la Concertación junto al PS José Antonio Viera-Gallo, quienes en conjunto sumaron 61,49%. En las elecciones parlamentarias de 2005, se presenta nuevamente como candidato y vuelve a ser reelegido con la segunda mayoría, esta vez en dupla con el PS Alejandro Navarro, quienes nuevamente lograron mantener el histórico doblaje de la Concertación, y aumentando la votación senatorial de la Concertación en la circunscripción 12 a 67,59%, desplazando al candidato de la derecha, el UDI Carlos Bombal.
En el Senado fue presidente de la Comisión de Vivienda y Urbanismo del Senado (elegido por el período 1998 - 2001); miembro de la Comisión de Obras Públicas y Transporte y Telecomunicaciones del Senado; presidente de Comisión Mixta del Senado (Proyecto "Regularización de viviendas sin permiso de edificación"; representante del Senado de Chile, ante el Primer Congreso Mundial de Parlamentarios de ascendencia Libanesa (Beirut, Líbano, abril de 1998).
En las elecciones parlamentarias de 2013 buscó la reelección como senador, la cual perdió, por lo que cesó en el cargo el 11 de marzo de 2014.

## Condecoraciones

### Condecoraciones extranjeras
- Gran Cruz de la Orden del Mérito Civil ( España, 4 de marzo de 2011).[3]

## Historial electoral

### Elecciones parlamentarias de 1973
- Elecciones Parlamentarias de 1973 para la 17ª Agrupación Departamental de Concepción[4]

### Elecciones parlamentarias de 1989
- Elecciones Parlamentarias de 1989 a Diputados por el distrito 42 (San Carlos, Ñiquén, San Fabián, Bulnes, Quillón, Ránquil, Portezuelo, Coelemu, Treguaco, Cobquecura, Quirihue, Ninhue, San Nicolás, Cabrero y Yumbel)[5]

### Elecciones parlamentarias de 1993
- Elecciones Parlamentarias de 1993 a Diputados por el distrito 42 (San Carlos, Ñiquén, San Fabián, Bulnes, Quillón, Ránquil, Portezuelo, Coelemu, Treguaco, Cobquecura, Quirihue, Ninhue, San Nicolás, Cabrero y Yumbel)[6]

### Elecciones parlamentarias de 1997
- Elecciones Parlamentarias de 1997 a Senador por la Circunscripción 12 (Biobío Costa)[7]

### Elecciones parlamentarias de 2005
- Elecciones Parlamentarias de 2005 a Senador por la Circunscripción 12 (Biobío Costa)[8]

### Elecciones parlamentarias de 2013
- Elecciones Parlamentarias de 2013 a Senador por la Circunscripción 13 (Biobío Cordillera)[9]